# SYCE1
SYCE1 (англ. Synaptonemal complex central element protein 1) – білок, який кодується однойменним геном, розташованим у людей на короткому плечі 10-ї хромосоми. Довжина поліпептидного ланцюга білка становить 351 амінокислот, а молекулярна маса — 39 699.
| 10         |  | 20         |  | 30         |  | 40         |  | 50         |
| ---------- |  | ---------- |  | ---------- |  | ---------- |  | ---------- |
| MAGRSLTSKA |  | EPTAGAVDRA |  | EKAGGQDTSS |  | QKIEDLMEMV |  | QKLQKVGSLE |
| PRVEVLINRI |  | NEVQQAKKKA |  | NKDLGEARTI |  | CEALQKELDS |  | LHGEKVHLKE |
| ILSKKQETLR |  | ILRLHCQEKE |  | SEAHRKHTML |  | QECKERISAL |  | NLQIEEEKNK |
| QRQLRLAFEE |  | QLEDLMGQHK |  | DLWDFHMPER |  | LAKEICALDS |  | SKEQLLKEEK |
| LVKATLEDVK |  | HQLCSLCGAE |  | GPSTLDEGLF |  | LRSQEAAATV |  | QLFQEEHRKA |
| EELLAAAAQR |  | HQQLQQKCQQ |  | QQQKRQRLKE |  | ELEKHGMQVP |  | AQAQSTQEEE |
| AGPGDVASPK |  | PLKGERPGAA |  | HQAGPDVLIG |  | QEDTLHPDLS |  | PRGFQEIKEL |
| F          |  |            |  |            |  |            |  |            |

A: Аланін

C: Цистеїн

D: Аспарагінова кислота

E: Глутамінова кислота

F: Фенілаланін

G: Гліцин

H: Гістидин

I: Ізолейцин

K: Лізин

L: Лейцин

M: Метіонін

N: Аспарагін

P: Пролін

Q: Глутамін

R: Аргінін

S: Серин

T: Треонін

V: Валін

Задіяний у таких біологічних процесах, як клітинний цикл, поділ клітини, мейоз, альтернативний сплайсинг. 
Локалізований у ядрі, хромосомах.